# Footgolf
Footgolf ist eine Sportart, bei der die Spieler einen Fußball mit möglichst wenigen Schlägen in einen im Boden eingelassenen Cup schießen. Der Name ist eine Kombination aus Fußball und Golf. Das Spiel kombiniert die beiden Sportarten und wird auf Golfanlagen gespielt. In Deutschland hat der Deutsche Footgolf-Bund e.V. (DFGB) die Mitgliedschaft im internationalen Verband, der Federation for International FootGolf (FIFG).

## Regeln
Das Spiel wird ähnlich wie Golf gespielt, mit der Ausnahme, dass die Spieler einen Fußball anstelle eines Golfballs verwenden und der Ball nicht mit einem Schläger geschlagen, sondern mit dem Fuß geschossen wird. Das Ziel, ein „Footgolf-Cup“ hat einen Durchmesser von 50 cm bis 52 cm mit einer Tiefe von 28 cm und befindet sich in der Regel abseits des Grüns. Der Spieler, der den Kurs mit den wenigsten Schüssen beendet, gewinnt. Footgolf wird in erster Linie auf Golfplätzen gespielt, kann aber auch auf speziell angelegten Plätzen gespielt werden. Der erste Schlag erfolgt von einem Abschlag aus. Bunker, Bäume, Wasser und Hügel müssen überquert oder umgangen werden, um das Loch zu erreichen.
Gespielt wird mit einem regulären Fußball der Größe 5. Da Fußbälle nicht so weit geschossen werden können wie Golfbälle, wird Footgolf auf kürzeren Bahnen als beim Golf gespielt. In der Regel sind auf einer Golfbahn zwei Footgolfbahnen errichtet. Auf der Golf- und Freizeitanlage Mudau wurde in Kooperation mit dem DFGB die Footgolfbahnen geplant und aufgebaut. Hierbei sind die Löcher im Durchschnitt 130 Meter lang. Die Pars betragen wie beim Golf drei bis fünf Schläge. Im Vergleich zum Golf ist Footgolf schneller zu spielen, leichter zugänglich und erfordert keine teure Ausrüstung.
Die offiziellen internationalen Spielregeln wurden von der Federation for International FootGolf im Jahr 2013 erstmals aufgestellt. Sie werden kontinuierlich weiterentwickelt und vom Deutschen Footgolf-Bund e.V. (DFGB) in Deutsch zur Verfügung gestellt.

## Ursprünge
Die Sportart Footgolf, wie wir sie heute kennen (einschließlich Kleidung, Etikette und allgemeiner Regeln), wurde 2008 in den Niederlanden von Bas Korsten und Michael Jansen entwickelt. Er basiert auf einem Spiel, das Korstens Bruder – Profifußballer Willem Korsten – während seiner Zeit beim britischen Fußballverein Tottenham Hotspur (1999–2001) nach dem Training spielte. Die Spieler beendeten die Trainingseinheiten, indem sie die Fußbälle mit möglichst wenigen Schüssen vom Spielfeld zurück in die Umkleidekabinen kickten. Zur offiziellen Einführung dieser neuen Sportart – bei der das Spielen auf einem regulären Golfplatz von grundlegender Bedeutung ist – gründeten Korsten, Jansen und ein Team von Kollegen einen nationalen und internationalen Verband und organisierten am 6. September 2009 das erste Turnier (Nederlandse Kampioenschap FootGolf) in der renommierten Golfbaan Het Rijk van Nijmegen. An diesem Turnier, das später von RTL7 übertragen wurde, nahmen niederländische Profi- und Ex-Profifußballer teil, und Theo Janssen gewann es.

## Organisiertes Spielen
Das allererste Footgolf-Turnier wurde in den Niederlanden von Michael Jansen und Bas Korsten organisiert und von einer Mischung aus niederländischen und belgischen Profifußballern gespielt. Danach begannen viele Länder, Spiele, Veranstaltungen, Turniere und sogar nationale Ligen und Verbände rund um dieses Spiel zu organisieren.
Später gingen Belgien und Ungarn dazu über, nicht mehr in Parks, sondern auf Golfplätzen zu spielen. 2010 wurde das Spiel in Argentinien eingeführt. 2011 wurde die American FootGolf League, die wichtigste Liga für Footgolf in den Vereinigten Staaten, gegründet. Das Spiel wurde international bekannt gemacht und Länder auf der ganzen Welt begannen, an der Entwicklung des Spiels mitzuarbeiten. Bis 2014 wurde das Spiel auf Hunderten von Golfplätzen in den Vereinigten Staaten angeboten.
Im Dezember 2015 akzeptierte der schwedische Golfverband, der Mitglied der höchsten Sportbehörde Schwedens (des schwedischen Sportbundes) ist, in einer formellen zweiteiligen Abstimmung Footgolf als offizielle Sportart (mit Anspruch auf Anerkennung bei nationalen Meisterschaften, zukünftige Aufnahme in die Olympischen Spiele usw.).
Der Aufschwung des Spiels fiel mit dem Rückgang der Beliebtheit des Golfsports bei jungen Leuten zusammen, wobei zwischen 2006 und 2014 in den Vereinigten Staaten 643 Golfplätze geschlossen wurden. Der Sport hat viele angeschlagene Golfplätze gerettet und sowohl die Professional Golfers’ Association of America als auch die World Golf Foundation haben den Beitrag des Footgolfsports zur Steigerung der Einnahmen von Golfplätzen anerkannt und festgestellt, dass er zum Wachstum des Golfsports selbst beitragen kann. Der ehemalige PGA-Präsident Ted Bishop sagte 2014: „Ich denke, es wäre lächerlich zu glauben, dass es nicht einen gewissen Prozentsatz dieser Leute gibt, die vielleicht sagen: 'Hey, wie wäre es damit? Im März 2016 sagte die LPGA-Golferin Paula Creamer:“ Jedes Mal, wenn man etwas im Golfspiel etwas anders machen kann, macht es Spaß und ich denke, wir werden jetzt wahrscheinlich ein bisschen mehr da draußen sein und FootGolf spielen. Im Jahr 2020 haben die State Games of America und die USA Masters Games die Sportart Footgolf in ihre offiziellen Wettbewerbe aufgenommen.
Eine Gruppe von Ländern schloss sich im Juni 2012 zur Federation for International FootGolf (FIFG) zusammen und acht Länder spielten im selben Monat den ersten FootGolf World Cup in Ungarn, den der Ungar Bela Lengyel gewann. Im Januar 2016 fand der zweite FootGolf World Cup in Argentinien statt, an dem 230 Spieler aus 26 FIFG-Mitgliedsländern teilnahmen. Der Gewinner des Einzelwettbewerbs war der argentinische Spieler Christian Otero und der Mannschaftssieger war das Team USA. Der dritte FootGolf World Cup wurde im Dezember 2018 in Marrakesch, Marokko, ausgetragen. Einzelmeister bei den Herren wurde Matias Perrone aus Argentinien, bei den Damen Sophie Brown aus dem Vereinigten Königreich. In der Mannschaftswertung gewann Frankreich die Goldmedaille, das Team Großbritannien wurde Zweiter und der bisherige Weltmeister Team USA belegte den dritten Platz. Nachdem 2020 der Worldcup in Tokio leider abgesagt werden musste, findet 2023 der Worldcup in der USA Orlando Florida wieder statt. Es werden mehr als 1000 Spieler und Spielerinnen erwartet.
Am 2. Oktober 2017 gewährte die GAISF (Global Association of International Sports Federations) der Federation for International FootGolf (FIFG) Beobachterstatus.
Im Jahr 2021 beantragte der Deutsch Footgolf-Bund e.V. (DFGB) die Mitgliedschaft bei der Federation for International FootGolf (FIFG) und wurde im Januar 2023 als Mitglied aufgenommen um den Sport Footgolf in Deutschland auf- und auszubauen.

## Kleidung
Die Kleiderordnung für Wettkämpfe besagt, dass bei Turnieren eine „klassische Uniform im Golfstil mit Hallen- oder Rasenfußballschuhen“ zu tragen ist, und weist darauf hin, dass die meisten Golfplätze eine Kleiderordnung für Golfer haben, an die sich auch Footgolf-Spieler halten müssen.

## Footgolf vs. Fußballgolf
Footgolf wird auf Golfplätzen mit größeren Distanzen gespielt. Auf den Bahnen gibt es nur die im Golf üblichen Hindernisse wie Sandbunker, Seen, Wasserläufe und die natürliche Landschaft. Vom Abschlag wird mit kräftigen Schüssen, die größte Distanz zum Loch überbrückt. Mit einem Annäherungsschuss geht es dann so nah wie möglich an den, im Boden eingelassenen, Footgolf-Cup. Im Idealfall wird damit gleich eingelocht um einen Birdie oder Eagle zu erzielen. Meist jedoch erfordert es mindestens einen Putt, um den Ball im Ziel unterzubringen. Hier ist die größte Herausforderung, wie beim Golf das Gelände zu lesen und mit der richtigen Geschwindigkeit den Ball einzulochen. Es ist ein Freizeit- und Turniersport, der als Einzel- und Teamsport weltweit ausgeführt wird. Der Ball darf nur mit der Picke, Seite oder dem Span in einer Schussbewegung gespielt werden.
Fußballgolf wird auf eigens dafür errichteten Anlagen mit kürzeren Bahnlängen gespielt. Auf den Bahnen sind Hindernisse errichtet, die nach Vorgabe der Bahnbeschreibung durch-, über- oder umspielt werden müssen. Hier ist vor allem das Gefühl für die Länge und Präzision erforderlich, um den Ball optimal für den nächsten Schuss zu positionieren. Die Ziele können je nach Parkourdesign zwischen Löchern im Boden, erhöhten Ringen mit Fangnetz, Bottichen zum Einlupfen oder einem erhöhten Erdhügel, der einen Vulkan darstellen soll, variieren. Der Kreativität zur Errichtung von Hindernissen und Zielen sind hierbei keine Grenzen gesetzt. Des Weiteren ist es möglich den Bezug zur Region herzustellen, wenn beispielsweise ein Eisbahnbob oder ein Boot als Ziel dienen. Fußballgolf ist ein Freizeit- und Turniersport, der mit fast jedem Alter gespielt werden kann. Der Ball darf neben den gängigen Schusstechniken mit der Sohle gerollt oder mit der Spitze gelupft werden.
Gemeinsamkeiten: Weltmeisterschaften, internationale und nationale Turniere werden in jeder Sportart für sich ausgerichtet. Beides wird mit einem regulären Fußball der Größe fünf und dem Fuß gespielt.
2023 Footgolf: Worldcup in der USA Orlando Florida (FIFG) und deutsche Meisterschaft in Mudau Odenwald (DFGB)
2023 Fußballgolf: Weltmeisterschaft in Dänemark Skejby Fodboldgolf (WFGA) und die deutsche Meisterschaft in Dortmund (DFGV)